# 安东·涅姆金
安东·伊戈列维奇·涅姆金（羅馬化：Anton Igorevich Nemkin；1983年8月22日—）是俄罗斯政治人物，第八届国家杜马代表。
2014年之前，内姆金在联邦安全局任职。2017年至2021年，他注册为个体工商户。2017年至2018年，他是俄罗斯赛车系列Mitjet 2L的驾驶员，他也驾驶本田思域。2017年，他创建了“Motor Sharks”赛车队。2019年，他成为俄罗斯赛道系列赛的一员。2018年，涅姆金创立了名为“索契数字谷”的基金，预计私人投资额为2.5亿卢布。2021年9月起，他担任第八届国家杜马代表。

## 制裁
涅姆金于2022年因俄乌战争而受到多国制裁，包括加拿大、英国和美国。